# جان أوفي والدنير
جان أوفي والدنير (بالسويدية: Jan-Ove Waldner)‏ (مواليد 3 أكتوبر 1965) هو لاعب تنس طاولة سويدي سابق.

## وصلات خارجية
- جان أوفي والدنير على موقع منظمة تنس الطاولة العالمي (الإنجليزية)
- جان أوفي والدنير على موقع اللجنة الأولمبية الدولية (الإنجليزية)
- جان أوفي والدنير على موقع أوليمبيديا (الإنجليزية)
- جان أوفي والدنير على موقع اللجنة الأولمبية السويدية (السويدية)
- جان أوفي والدنير على موقع IMDb (الإنجليزية)